# Progona luridipennis
Progona luridipennis là một loài bướm đêm thuộc phân họ Arctiinae, họ Erebidae.